# Journal de Toulouse
Das Journal de Toulouse war eine zunächst wöchentlich, später täglich erscheinende Zeitung aus Toulouse.
Die Erstausgabe erschien am 19. November 1789. Am 31. Juli 1887 stellte die Zeitung das Erscheinen zunächst ein und ging im Messager de Toulouse auf. Nach einer Unterbrechung von über 30 Jahren wurde die Veröffentlichung unter dem Titel Journal de Toulouse et de la région Languedoc-Pyrenées wieder aufgenommen. Seit dem 5. März 1944 lautete der Titel wieder Journal de Toulouse. Am 24. April 1944 wurde das Erscheinen endgültig eingestellt.